# 瓦爾薩科查湖
12°35′45″S 75°28′57″W / 12.59583°S 75.48250°W
瓦爾薩科查湖（Walsaqucha），是秘魯的湖泊，位於該國中部胡寧大區，由萬卡約省的上瓊戈斯區負責管轄，處於尤拉赫科查湖以南和阿克奇科查湖以北。